# Pegajahan (plaats)
Pegajahan is een bestuurslaag in het regentschap Serdang Bedagai van de provincie Noord-Sumatra, Indonesië. Pegajahan telt 3571 inwoners (volkstelling 2010).